# Hadena gueneei
Hadena gueneei är en fjärilsart som beskrevs av Otto Staudinger 1901. Hadena gueneei ingår i släktet Hadena och familjen nattflyn. Inga underarter finns listade i Catalogue of Life.